# Ich hab’ mein Herz in Heidelberg verloren (Film)
Ich hab’ mein Herz in Heidelberg verloren ist ein deutscher Spielfilm aus dem Jahr 1952 in Schwarzweiß von Ernst Neubach. Die Hauptrollen sind mit Paul Hörbiger, Eva Probst und Adrian Hoven besetzt. Das Drehbuch verfasste der Regisseur zusammen mit Gustav Kampendonk. In Deutschland kam der Streifen zum ersten Mal am 29. Oktober 1952 in Heidelberg ins Kino. 

## Handlung
Tony de Boers, der Sohn eines reichen südafrikanischen Minenbesitzers, reist in die Stadt seiner Träume: nach Heidelberg. Unterwegs sieht er am Straßenrand ein Mädchen stehen, das ein Schild mit der Aufschrift „Studentin nach Heidelberg“ in der Hand hält. Als sie im Auto neben ihm Platz genommen hat, stellt sie sich ihm als „Studentin Hella Romberg“ vor. In Rüdesheim geraten die zwei in den Trubel eines Weinfestes. Dabei verlieben sie sich ineinander. Tony kann es deshalb überhaupt nicht fassen, dass Hella plötzlich verschwunden ist, ohne sich von ihm verabschiedet zu haben.
Tags darauf setzt Tony seine Fahrt nach Heidelberg fort. In der Universität erhält er die Auskunft, eine „Hella Romberg“ sei dort nicht immatrikuliert. Zu seiner großen Überraschung entdeckt er aber wenig später die Gesuchte in einer Konditorei als Klavierspielerin. Aber nicht nur Tony hat sein Herz an das Mädchen verloren, sondern auch deren Chef, der wesentlich ältere Josef Degener. Als ehemaliger Diener einer Studentenverbindung gilt er als Freund aller Studierenden. Deshalb sind diese auch oft Gäste in seinem Haus. Hella merkt nur zu gut die Absicht des Alten, versteht es aber, ihn in Schach zu halten.
Tony verzeiht Hella ihre kleine Lüge. Gemeinsam erleben sie glückliche Tage in der Neckarstadt. Bald schlägt sich die Liebesromanze der unbedeutenden Klavierspielerin mit dem Sohn eines südafrikanischen Magnaten in den einschlägigen Blättern im In- und Ausland nieder. Auf diese Weise erfährt auch Charles de Boers davon. Sofort macht er sich nach Deutschland auf, um seinen Sohn zur Vernunft zu bringen. Damit hat er jedoch kein Glück; Tony will sich nicht mehr von Hella trennen. Wütend fährt der alte Boers nach Frankfurt, um dort den nächsten Flug nach London zu erreichen. Tony will einen Bruch mit seinem Vater vermeiden und fährt ihm nach. Unterwegs verunglückt er jedoch schwer. Sein Vater erfährt davon noch auf dem Frankfurter Flughafen. Umgehend veranlasst er, dass sein Sohn in eine namhafte Privatklinik eingeliefert wird.
Nachdem Hella jetzt schon längere Zeit nichts mehr von Tony gehört hat, glaubt sie, er habe inzwischen eine andere gefunden; sie selbst sei nur ein flüchtiges Abenteuer für ihn gewesen. Deshalb gibt sie dem wiederholten Werben Josef Degeners nach und verlobt sich mit ihm. Als Tony schließlich das Krankenhaus verlassen darf, ist sein erster Wunsch, Hella wieder zu sehen. Da erfährt er von deren Verlobung mit Degener und fühlt sich von ihr hintergangen. Je näher aber der Hochzeitstermin rückt, desto mehr bekommt Degener, dem Tonys Schicksal nicht entgangen ist, Gewissensbisse, dass er seine Braut nicht über den wahren Sachverhalt informiert hat. Am Polterabend schließlich ist es soweit: der alte Schwerenöter führt Hella mit Tony zusammen. Er selbst will dafür seine Wirtschafterin Pia Biberger, die ihn schon lange anhimmelt, zum Traualtar führen.

## Produktionsnotizen
Der Film entstand im Studio der CCC-Film in Berlin-Spandau. Die Außenaufnahmen stammen aus Heidelberg, Wiesbaden, Eltville, Rüdesheim, Hamburg, Cuxhaven und Helgoland. Für die Bauten waren Alfred Bütow und Heinrich Beisenherz zuständig, die Produktionsleitung lag in den Händen von Werner Fischer.

## Musik
Als Sänger hört man in dem Streifen die drei oben genannten Hauptdarsteller und das Sunshine-Quartett mit den Liedern:
- Ich hab mein Herz in Heidelberg verloren
- In einer kleinen Konditorei
- Am Rüdesheimer Schloss steht eine Linde

Alle wurden von Fred Raymond komponiert. Sie sind allerdings nicht im Original zu hören, sondern in einer musikalischen Bearbeitung von Alfred Strasser. Getextet wurden sie von Ernst Neubach und Fritz Löhner-Beda. Es spielt das Orchester des damaligen französischen Rundfunksenders Radio Forces Françaises de Berlin.

## Kritik
Das Lexikon des internationalen Films hat keine gute Meinung von dem Streifen: Nach den Spielregeln pseudoromantischer Heimatfilme heruntergedrehter Unterhaltungsfilm, der seine Existenz allein der populären Titelschnulze verdankt.